# Per Rosing-Petersen
Per Pilutaq Rosing-Petersen (geb. Petersen; * 23. Mai 1961 in Ilulissat) ist ein grönländischer Politiker.

## Leben

### Frühe Jahre
Per Rosing wurde als Sohn des Dompropstes Ricard Petersen (1931–2014) und seiner Frau Kristine Dorph († 2001) geboren. Am 2. Juli 2000 heiratete er die Handelsstudentin Avijâja Rosing (* 1975).
Er besuchte die Schule in seiner Heimatstadt Ilulissat. 1983 schloss er die Staatsschule in Aabenraa ab und begann im Jahr darauf ein Medizinstudium. Er brach das Studium jedoch ab und wurde stattdessen 1986 Pilot. 1992 gründete er die Fluggesellschaft Suluit Air. 1997 wurde er Flugbetriebsleiter, wobei er der erste Grönländer mit diesem Amt war.

### Politikkarriere
Er kandidierte als Einzelkandidat bei der Parlamentswahl 1999 und wurde ins Inatsisartut gewählt. Er ist bis heute der einzige, der ohne Partei- oder Wählerbündniszugehörigkeit einen Parlamentssitz erzielen konnte. Noch im selben Jahr schloss er sich jedoch der Siumut an. Bei der Wahl 2002 erreichte er den ersten Nachrückerplatz der Siumut und saß von dort aus während der gesamten Legislaturperiode bis 2005 im Parlament. Bei der Wahl 2005 erreichte er nur noch den siebten Nachrückerplatz, von wo aus er zwischen 2007 und 2009 mehrfach kurzzeitig als Stellvertreter ins Parlament berufen wurde. 2009 trat er nicht mehr an und zog sich aus der Politik zurück. Von 2006 bis 2010 war er Mitglied des Inuit Circumpolar Council.
Bei der Parlamentswahl 2014 kehrte er in die Politik zurück. Für die neugegründete Partii Naleraq konnte er ins Parlament einziehen. Bei der Folketingswahl 2015 kandidierte er vergeblich für einen Platz im Folketing. Im April 2016 geriet er in starke Kritik, als er die wirtschaftlichen Verhältnisse als „Apartheid“ bezeichnete, da laut ihm 90 % der Wirtschaft von Dänen gesteuert sei. Daraufhin wurde er im August 2016 aus der Partei ausgeschlossen. Im Dezember 2016 schloss er sich der Partii Inuit an und sofort zum Parteivorsitzenden ernannt. Die Partei hatte 2014 keinen Parlamentssitz erringen können, war aber nun durch den Parteiübertritt wieder im Inatsisartut vertreten. Bereits im Februar 2017 verließ er die Partei wieder, nachdem sein Vorschlag die Partii Inuit und die Partii Naleraq zusammenzuschließen, gescheitert war. Wenig später wurde er wieder in die Partii Naleraq aufgenommen. Von 2017 bis 2020 war er für die Partii Naleraq Mitglied der grönländischen Verfassungskommission. Bei der Parlamentswahl 2018 wurde er nicht wiedergewählt.